# 南条宜政
南条 宜政（なんじょう よしまさ）は、江戸時代初期の武将。伯耆の国人南条氏の一族で、南条（小鴨）元清の子。

## 生涯
伯耆の国人南条氏の一族で、熊本の加藤清正に6000石で仕えた南条元清（小鴨元清、南条元宅）の子。『寛政重修諸家譜』によれば元清の二男で、兄の「勘十郎」が病身のため肥後で閑居したことから、二男の宜政が家を継いだとある。
宜政は豊臣秀頼に仕え、慶長19年（1614年）からの大坂の陣では豊臣方に属して大坂城に籠城した。慶長20年（1615年）に豊臣方が敗北すると宜政も自害しようとしたが、徳川方の水野勝成隊が宜政の妻子を救い出して連れ去ったために、自らも城を脱して水野家に保護されたという。これは宜政の妻（水野忠胤の娘）が勝成の姪であった関係による。
その後は肥後熊本藩加藤家に仕えたが、寛永9年（1632年）に加藤忠広が改易されると、美作津山藩主森長継に仕えた。

## 家族
『寛政重修諸家譜』には四男一女を載せる。
長男の宗晴（次郎右衛門）は、父を継いで津山藩主森長継に仕えた。その孫の南条宗清が幕府に出仕して御家人となっている。
二男の貞政（伝兵衛、弥惣右衛門、空菴）は水野忠職（水野勝成・忠胤の甥）に仕えたが、のちに浪人となった。
娘は土井大炊頭（土井利勝）家臣・土井内蔵允の妻となった。
三男の宗俊（源八、与兵衛）は、母（水野氏）が千姫に仕えていた縁から徳川家に召し出され、徳川綱重（甲府徳川家・甲府藩）付きの家臣となり、書院番頭まで上った。宗俊の長男の宗益が家を継ぎ、徳川家宣が将軍後継者として江戸城西の丸に入ると、西の丸小納戸を務めた。南条家は以後600石の旗本として続いた。
四男の春仁は僧になった。